# Minería en Taiwán
La minería en Taiwán fue una gran industria, especialmente de azufre, arcilla, oro y carbón. Hoy en día, Taiwán carece de recursos naturales para la minería y depende de las importaciones para satisfacer su demanda de minerales. Las actuales industrias mineras de Taiwán son de pequeño y mediano tamaño en términos de minerales explotados y de la escala de la minería, centrándose principalmente en el mármol y la piedra caliza para las industrias del cemento, la piedra y la artesanía y la arena y la grava para las industrias de la construcción. Las actividades mineras en Taiwán están reguladas por la Oficina de Minas del Ministerio de Asuntos Económicos.

## Historia de la minería

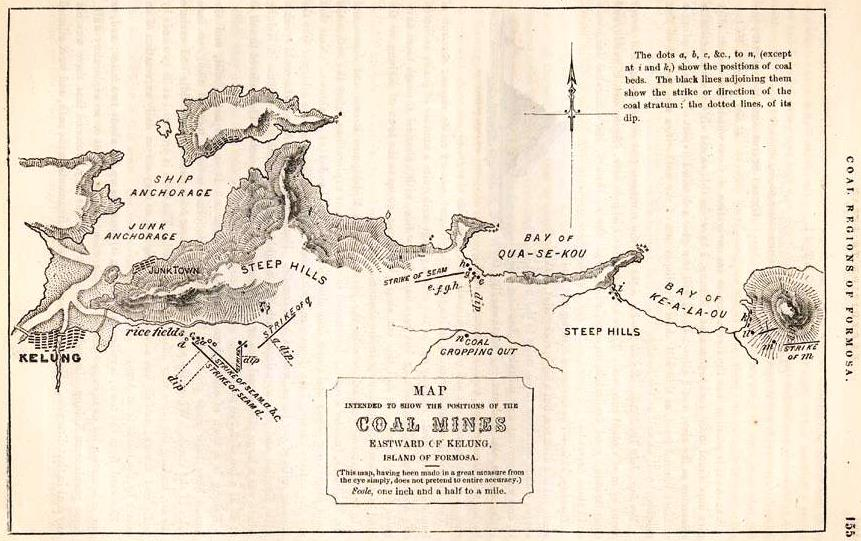
Mapa de la minería del carbón en Keelung en 1856.

La minería china y la metalurgia siguieron a los pueblos hoklo, hakka, y han en la Isla de Taiwán, particularmente después de la caída de la dinastía Ming, (siglos XVI y XVII). El trabajo se expandió bajo los Qing, pero fue limitado por la ocupación de las tierras altas por parte de pueblos nativos hostiles. 
Hasta 1880, los únicos recursos que se sabía que existían en cantidades económicas y ubicaciones eran el carbón, el azufre y el petróleo, todos en el tercio volcánico del noreste de la isla. La minería fue desarrollada progresivamente tanto por el gobierno como por los sectores privados.

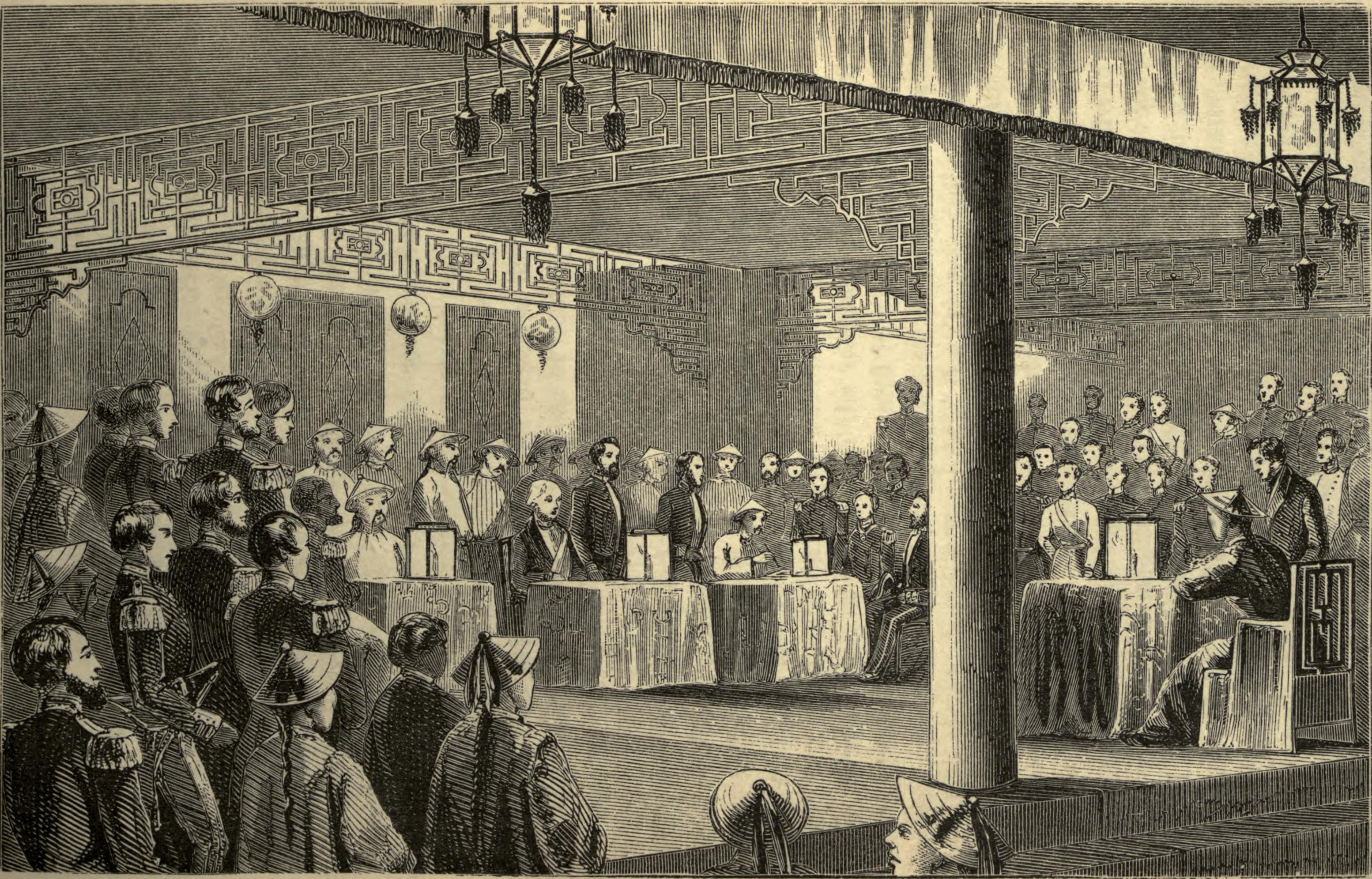
Tratado de Tianjin en 1858.

Después de que Taiwán (Tainan) y "Taashwi" (Tamsui) se abrieran al comercio exterior por el Tratado de Tianjin de 1858, los barcos extranjeros exigieron a esos puertos que mantuvieran los suministros de carbón. Esto fue proporcionado desde campos cerca de Keelung y Tamsui, cuyo carbón altamente bituminoso se quemaba rápidamente, pero que sin embargo era utilizado por los buques de guerra del Arsenal Fuzhou. La alta demanda llevó al contrabando y al robo desenfrenado, hasta el punto de que el gobierno de Taiwán bajo la dinastía Qing, prohibió temporalmente el comercio para frenar sus efectos nocivos. Qing introdujo la minería moderna del carbón en Taiwán en 1877, cuando contrató al ingeniero británico Tyzack para que abriera un pozo de 91 m con maquinaria moderna.
La industria pesada de Taiwán fue desarrollada por Japón tanto antes como durante la Segunda Guerra Mundial, pero el bombardeo de los Estados Unidos, particularmente después de la Batalla Aérea de Taiwán en octubre de 1944, le dio a los estadounidenses la supremacía aérea, con la producción minera devastada. Aunque la industria en general había disminuido únicamente un 33% desde los niveles de 1937 para el final de la guerra, la producción de carbón había bajado de 200,000 toneladas métricas (197,000 toneladas largas; 220,000 toneladas cortas) a 15,000 toneladas métricas (14,800 toneladas largas; 16,500 toneladas cortas), Más bajo que la cantidad producida a mediados de la década de 1870.

## Economía
A partir de 2013, los productos minerales representaron el 10% del valor de exportación de Taiwán. El sector también emplea a 2.758 trabajadores.

## Tipos de explotación minera

### Aluminio
Taiwán consumió cerca de 180,000 toneladas de aleación de aluminio en 2013, en las que se dirigió al sector de electrónica (41%), empaquetado (26%), construcción (9%), maquinaria (8%) y otros (16%). CS Aluminum Corp., filial de China Steel Corporation, produjo 167,000 toneladas de aluminio en 2010.

### Cemento

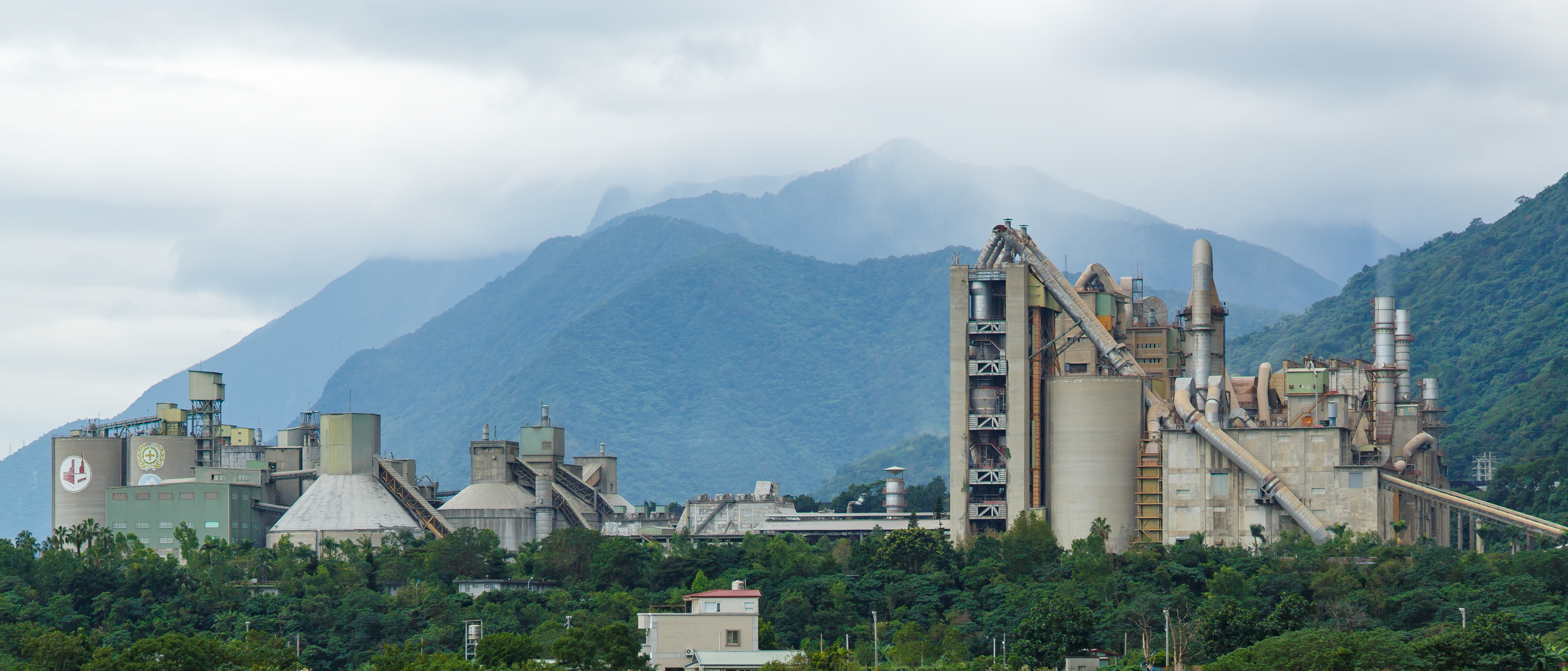
Planta de cemento en el condado de Hualien.

Alrededor del 80% del cemento de Taiwán se extrae y produce en el este de Taiwán. En 2013, la capacidad de producción fue de 26 millones de toneladas por año. En ese año, Taiwán produjo 16 Mt de cemento y consumió 12 Mt. El cemento se exporta a Ghana, Malasia, Indonesia, Mauricio y Australia. La minería de cemento en Taiwán se realiza principalmente por Taiwán Cement o Asia Cement Corporation, en la cual su planta en el condado de Hualien contribuye a casi el 29% de la producción de cemento de Taiwán.

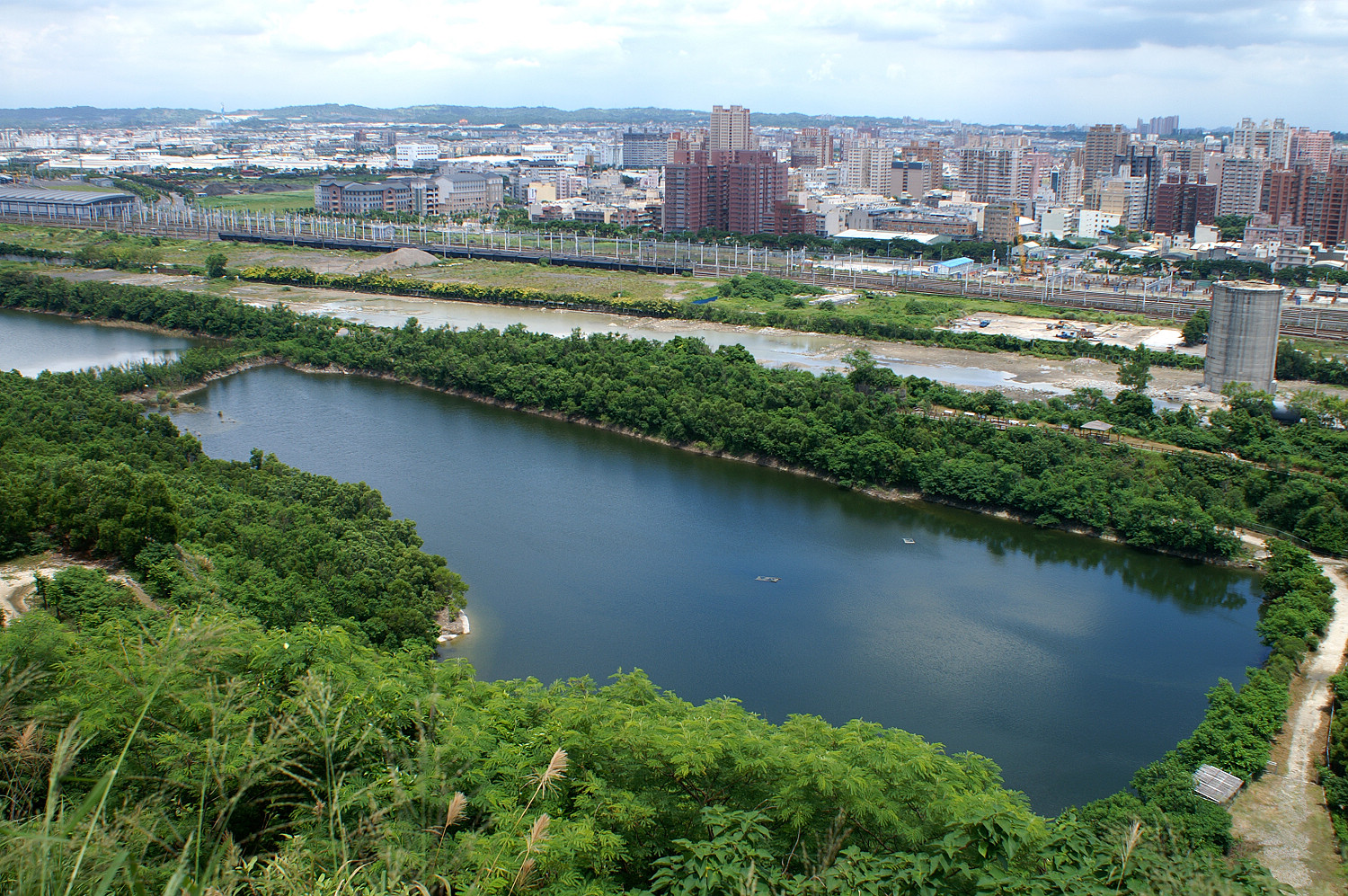
Antiguo yacimiento minero de piedra caliza en distrito Zuoying, Kaohsiung

La extracción de piedra caliza se realizó en el distrito de Zuoying, Kaohsiung, en un área que formaba parte de Mount Banping. En 1997, las actividades mineras dejaron de funcionar. El sitio abandonado ahora se ha convertido en el Parque Banping Lake Wetland para el turismo por el Gobierno de la ciudad de Kaohsiung.

### Carbón

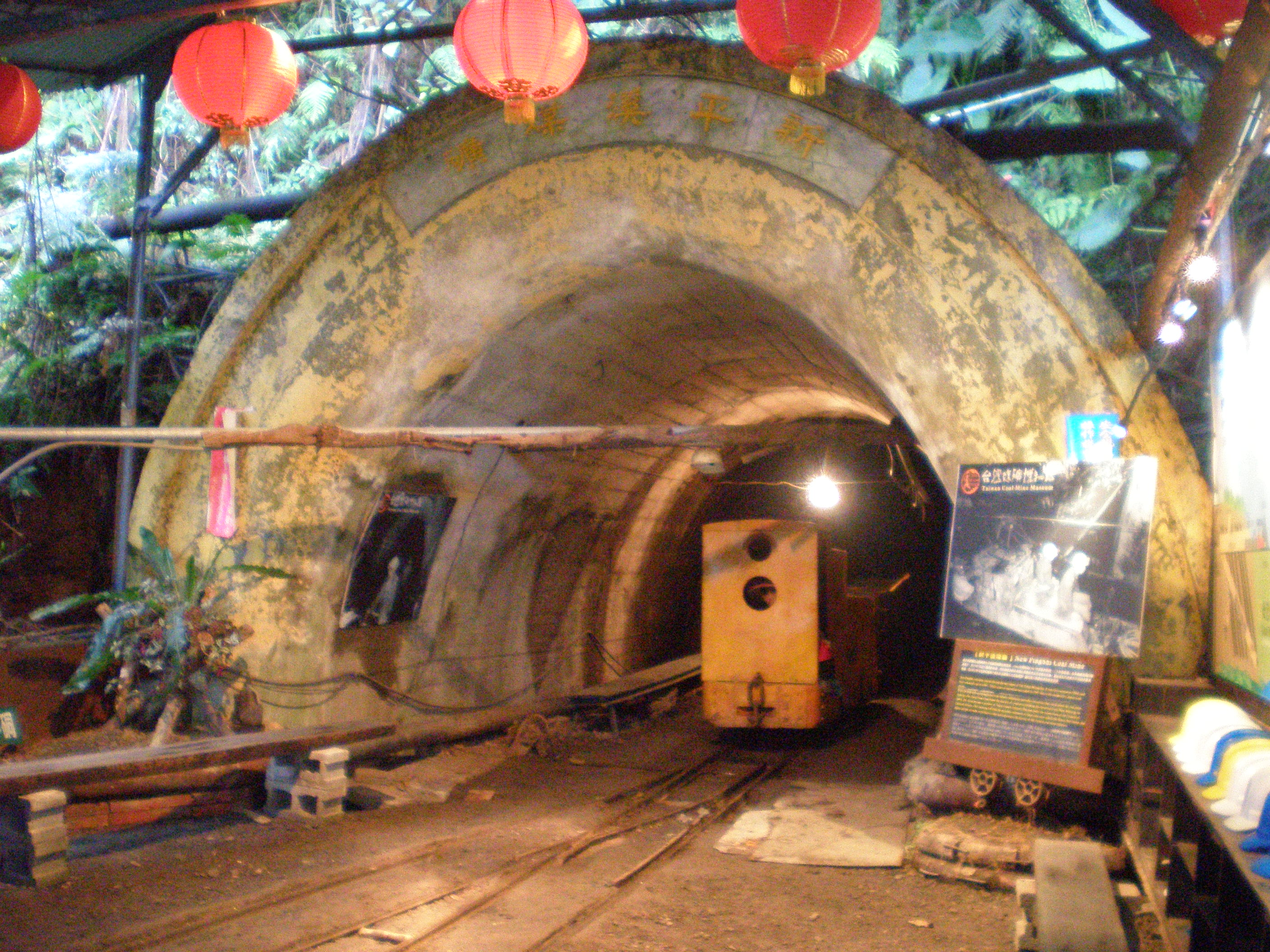
Museo de la Mina de Carbón de Taiwán en el distrito Pingxi, Nueva Taipéi.

El carbón se distribuye principalmente en el norte de Taiwán. Todos los yacimientos comerciales de carbón se encontraban en tres formaciones miocenas portadoras de carbón, que son las medidas de carbón superior, medio e inferior. Las Medidas medias del Carbón fueron las más importantes con su amplia distribución, gran número de yacimientos de carbón y extensas reservas potenciales. Taiwán tiene reservas de carbón estimadas en 100-180 Mt. Sin embargo, la producción de carbón había sido pequeña, ascendiendo a 6.948 toneladas métricas mensuales de 4 pozos antes de que cesara efectivamente en el año 2000. La mina de carbón abandonada en el distrito de Pingxi, Nueva Taipéi, ha sido convertida en el Museo de la Mina de Carbón de Taiwán, mientras que la de Houtong ha sido convertida en la Villa del Gato de Houtong.

### Cobre

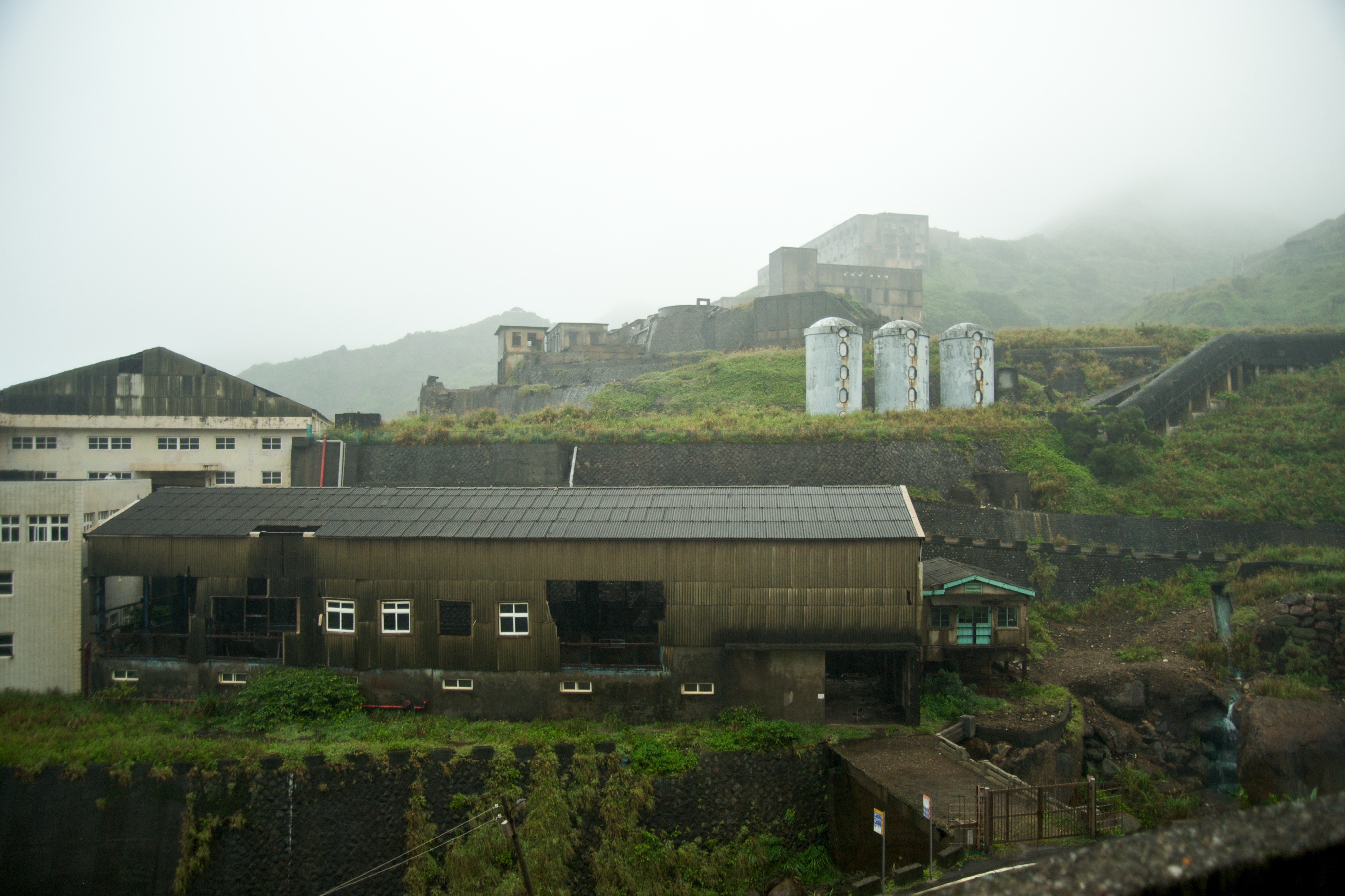
Instalación minera abandonada en Jinguashi, Nueva Taipéi.

La minería del cobre, así como la del oro, solía tener lugar en la ciudad de Jinguashi, en el distrito de Ruifang, Nueva Taipéi. En 1904, se encontró mineral de enargita, sulfato de arsénico y cobre en la Mina n.º 3, cuando los mineros excavaron a mayor profundidad, aumentando la cantidad de minerales de cobre descubiertos. A partir de ese momento, el foco de la minería en el área pasó del oro y la plata al oro, la plata y el cobre. Después de la liberación de Taiwán en 1945, la Oficina de Minería de Oro y Cobre de Taiwán fue establecida en 1946 y rebautizada como Taiwán Metals Mining Company en 1955. A medida que la producción de cobre aumentaba gradualmente con el paso de los años, el área minera de Jinguashi mantuvo un excelente desarrollo operativo. Sin embargo, después de 1973, la producción de oro y cobre comenzó a disminuir. Con el fin de aumentar la producción, la compañía comenzó la minería a cielo abierto a gran escala en 1978 y cambió su enfoque a la refinación y procesamiento de minerales. Para aumentar su capacidad de procesamiento de minerales, la compañía obtuvo préstamos bancarios en 1981 para construir la refinería de cobre Lile en el área ubicada hoy en la cascada Golden Waterfall. Debido al colapso del precio mundial del cobre pocos años después, la empresa no pudo pagar sus préstamos y cerró sus operaciones en 1987. La Taiwan Sugar Corporation asumió la propiedad de la tierra en Jinguashi y la explotación minera en esa zona llegó a su fin.

### Oro
Taiwán tiene cuatro yacimientos de oro con un contenido de metal estimado en 100 toneladas. Tres de los yacimientos se concentran en la cordillera central, mientras que el cuarto se encuentra en la montaña de Pingfeng, en el norte. La Mina Jinguashi es uno de los mayores yacimientos de oro, ubicado en el Distrito de Ruifang, Nueva Taipéi. El Parque Ecológico del Oro se estableció dentro del área que alberga el Museo del Oro. El cuarzo se encontraba a menudo a la misma nivel que el oro.

### Petróleo y gas

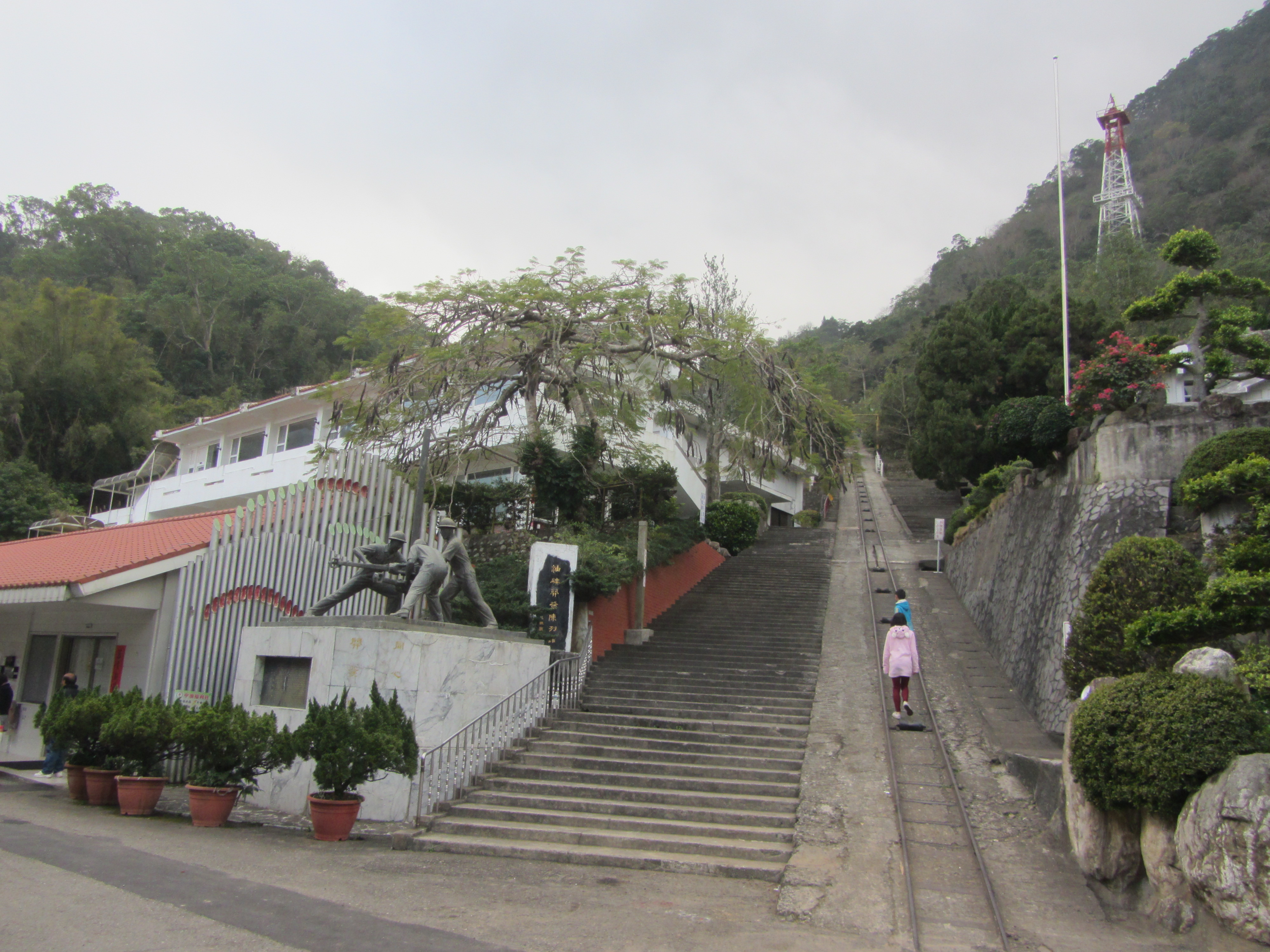
Campo petrolífero de Chuhuangkeng en Gongguan, condado de Miaoli.

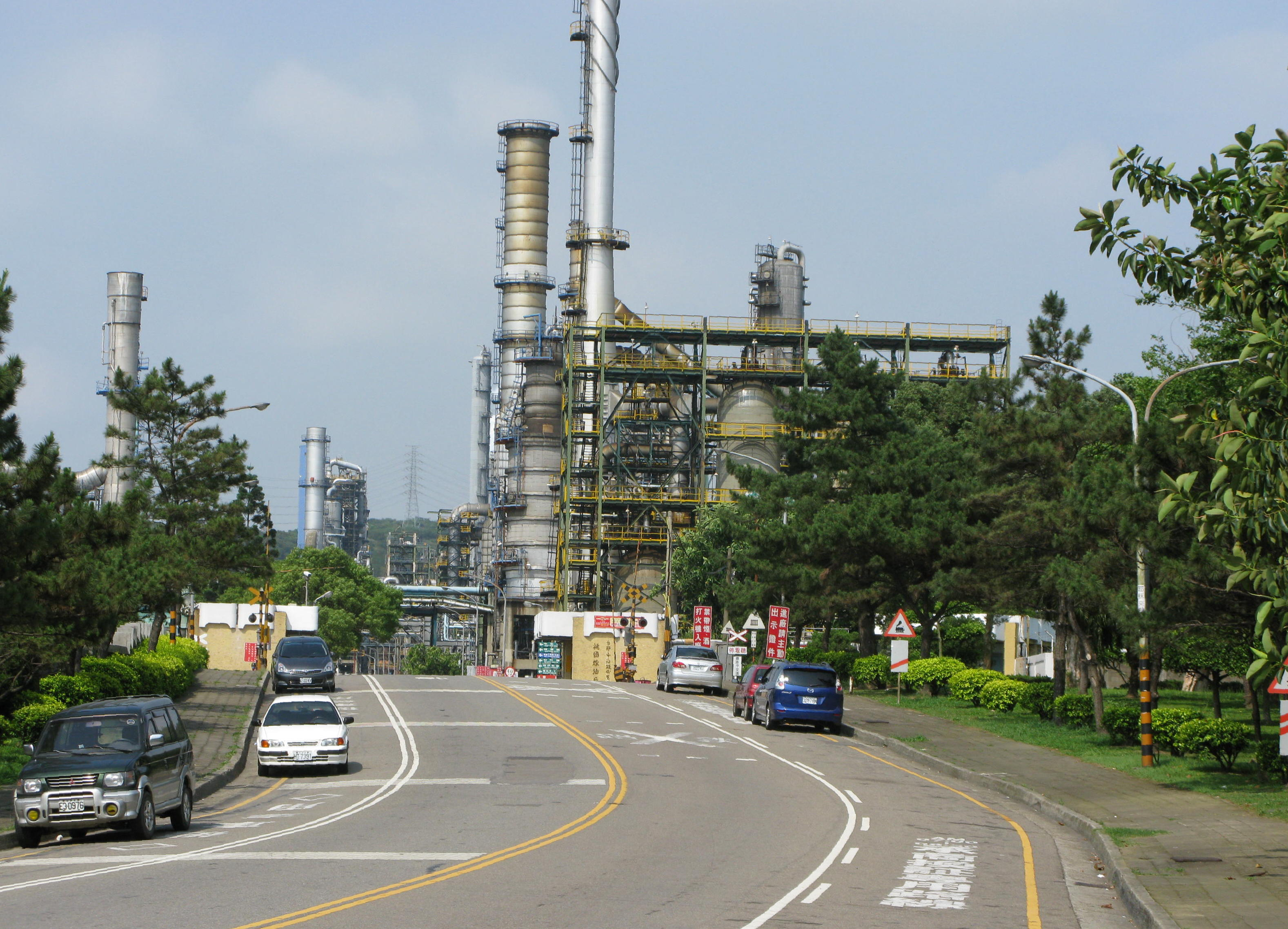
Refinería de petróleo CPC en el distrito de Guishan, ciudad de Taoyuan.

El petróleo fue descubierto por primera vez en Taiwán, en el municipio de Gongguan, condado de Miaoli, en el yacimiento petrolífero de Chuangkeng. El petróleo ha sido perforado desde el dominio de la dinastía Qing de Taiwán en 1877. Luego, durante la ocupación japonesa de Taiwán, los japoneses lo hicieron en la etapa de desarrollo más avanzada, cuando perforaron alrededor de 98 pozos petrolíferos. El sitio original del primer pozo de petróleo en Taiwán se ha convertido ahora en el Salón de Exhibiciones del Campo Petrolífero de Taiwán. La explotación petrolera en Taiwán está controlada por la Corporación CPC. La perforación profunda en Taiwán comenzó en 1959 cuando la CPC perforó a una profundidad de hasta 4,063 metros y sacó más de 110,000 m³ de gas natural y 10,000 litros de condensado de gas natural diarios. Las perforaciones en alta mar comenzaron en 1973 cuando su plataforma se hundió a 3,661 metros bajo el océano frente a la costa del condado de Hsinchu sin resultado alguno. En enero de 2013, Taiwán tenía 2 millones de barriles de reservas probadas de petróleo. En 2012, Taiwán produjo 22.000 barriles diarios de petróleo. En 2007, la capacidad de la refinería de petróleo de Taiwán era de 1.197.000 barriles/día debido a sus grandes sectores de refinería.  En 2012, planeaba explorar petróleo en las costas de la isla de Taiping en el distrito de Qijin, de la ciudad de Kaohsiung.
Taiwán produce una pequeña cantidad de gas natural. La explotación de gas en Taiwán también está controlada por CPC Corporation. También coopera con la China National Offshore Oil Corporation en la explotación de gas natural en el Estrecho de Taiwán. En 2004, se descubrieron reservas naturales en el municipio de Guantian, en el condado de Tainan. En julio de 2010, el CPC descubrió reservas de gas natural en el municipio de Gongguan, condado de Miaoli, cuya capacidad de producción se estimaba en al menos 1.000 millones de m³. En marzo de 2013, el equipo de investigación oceánica de Taiwán descubrió yacimientos de hidrato de gas en agua al sur de las Islas Pratas, en la ciudad de Kaohsiung, en el Mar de la China Meridional, a través de la sismología mediante reflexión y de datos de perfiles del subfondo.